# 砂川地区広域消防組合
砂川地区広域消防組合（すながわちくこういきしょうぼうくみあい）は、北海道砂川市、空知郡奈井江町、樺戸郡浦臼町、空知郡上砂川町が組織する一部事務組合（消防組合）。

## 沿革
「消防組合の沿革」参照
- 1972年（昭和47年）：砂川市・空知郡奈井江町・樺戸郡浦臼町による砂川地区広域消防組合設立。奈井江支署庁舎増改築。
- 1976年（昭和51年）：浦臼支署新庁舎竣工。
- 1988年（昭和63年）：道央自動車道の消防相互応援協定を美唄市消防本部及び滝川地区広域消防事務組合と締結。北海道救急医療情報システム運用開始。
- 1991年（平成03年）：北海道広域消防相互応援協定締結。
- 1992年（平成04年）：災害弱者緊急通報装置（あんしんホットライン）管内独居老人宅等設置運用開始。新消防総合庁舎・訓練塔・訓練補助塔竣工。砂川消防署北分遣所廃止。
- 1997年（平成09年）：砂川ヘリポート運用開始。
- 2003年（平成15年）：ドクターヘリ運用開始（運航協定調印）。
- 2004年（平成16年）：メディカルコントロール救急医療体制構築。
- 2005年（平成17年）：携帯電話直接受信用設備運用開始。
- 2008年（平成20年）：浦臼支署閉署し、奈井江・浦臼統合支署開署。
- 2012年（平成24年）：空知郡上砂川町の消防組合を編入。
- 2013年（平成25年）：消防救急デジタル無線整備。携帯電話及びIP電話位置情報通知システム運用開始。
- 2015年（平成27年）：砂川消防署奈井江・浦臼支署新庁舎竣工。

## 組織
「砂川地区広域消防組合組織機構図」参照
- 消防本部
  - 総務課
  - 救急通信課
- 消防署
  - 警防課
  - 予防課
  - 奈井江・浦臼支署
  - 上砂川支署

## 消防車両
「配置車両」参照
- 小型動力ポンプ付水槽車：3
- ポンプ車：1
- タンク車：2
- 化学車：1
- 資機材車：2
- 高規格救急車：5
- 指令車：1
- 災害広報車：1
- 広報車：3

## 消防署
| 消防署     | 住所               | 支署                                                                         |
| ---------- | ------------------ | ---------------------------------------------------------------------------- |
| 砂川消防署 | 砂川市東2条北7-1-5 | 奈井江・浦臼：空知郡奈井江町字奈井江5-6 上砂川：空知郡上砂川町字上砂川町30-1 |